# Liste der Kulturgüter in Niederweningen
Die Liste der Kulturgüter in Niederweningen enthält alle Objekte in der Gemeinde Niederweningen im Kanton Zürich, die gemäss der Haager Konvention zum Schutz von Kulturgut bei bewaffneten Konflikten, dem Bundesgesetz vom 20. Juni 2014 über den Schutz der Kulturgüter bei bewaffneten Konflikten sowie der Verordnung vom 29. Oktober 2014 über den Schutz der Kulturgüter bei bewaffneten Konflikten unter Schutz stehen.
Objekte der Kategorie A sind im Gemeindegebiet nicht ausgewiesen, Objekte der Kategorie B sind vollständig in der Liste enthalten, Objekte der Kategorie C fehlen zurzeit (Stand: 1. Januar 2022). Unter übrige Baudenkmäler sind weitere geschützte Objekte zu finden, die im Verzeichnis der Objekte von überkommunaler Bedeutung der kantonalen Denkmalpflege zu finden und nicht bereits in der Liste der Kulturgüter enthalten sind.

## Kulturgüter
| Foto |                                                                     | Objekt                                  | Kat. | Typ | Standort                               | Beschreibung |
| ---- | ------------------------------------------------------------------- | --------------------------------------- | ---- | --- | -------------------------------------- | ------------ |
| ja   | Datei hochladen · Wikidata zu Villa Bucher-Guyer (1906) (Q29932948) | Villa Bucher-Guyer KGS-Nr.: 7575        | B    | G   | Murzlenstrasse 57 670125 / 262386      |              |
| BW   | Datei hochladen                                                     | Landhaus Hauser-Bucher KGS-Nr.: 16600   | B    | G   | Murzlenstrasse 51 670221 / 262360      |              |
| ja   | Datei hochladen                                                     | Schulanlage Schmittenwis KGS-Nr.: 16601 | B    | G   | Alte Stationsstrasse 1 670928 / 262254 |              |

## Übrige Baudenkmäler
| ID       | Foto |                 | Objekt                               | Kat.   | Typ | Standort                              | Beschreibung |
| -------- | ---- | --------------- | ------------------------------------ | ------ | --- | ------------------------------------- | ------------ |
| 09100062 | ja   | Datei hochladen | Ehemaliges Bauernhaus                | C      | G   | Alte Dorfstrasse 3 670859 / 262050    |              |
| 09100077 | ja   | Datei hochladen | Schulhaus von 1844                   | B reg. | G   | Dorfstrasse 24 670700 / 261968        |              |
| 09100079 | ja   | Datei hochladen | Bauernhaus mit Scheune               | B reg. | G   | Dorfstrasse 23 670738 / 261943        |              |
| 09100087 | ja   | Datei hochladen | Alter Speicher                       | C      | G   | bei Dorfstrasse 29 670691 / 261860    |              |
| 09100088 | ja   | Datei hochladen | Alter Speicher                       | C      | G   | bei Dorfstrasse 29 670684 / 261853    |              |
| 09100127 | ja   | Datei hochladen | Untervogtshaus, Speicher             | B reg. | G   | bei Oberdorfstrasse 2 670184 / 261849 |              |
| 09100128 | ja   | Datei hochladen | Untervogtshaus, Wohnhaus mit Scheune | B reg. | G   | Oberdorfstrasse 2 670157 / 261850     |              |
| 09100133 | ja   | Datei hochladen | Ehemaliger Speicher mit Trotte       | C      | G   | Dorfstrasse 61 670150 / 261830        |              |
| 09100137 | ja   | Datei hochladen | Pfarrhaus                            | B reg. | G   | Breitstrasse 2 670080 / 261877        |              |
| 09100138 | ja   | Datei hochladen | Waschhaus                            | B reg. | G   | bei Breitstrasse 2 670061 / 261874    |              |
| 09100139 | ja   | Datei hochladen | Ehemaliges Bauernhaus, Hausteil 1    | C      | G   | Breitstrasse 3 670071 / 261850        |              |
| 09100140 | ja   | Datei hochladen | Ehemaliges Bauernhaus, Hausteil 2    | C      | G   | Steig 4 670067 / 261839               |              |
| 09100151 | ja   | Datei hochladen | Mühle, heute Wohnhaus / Gewerbe      | B reg. | G   | Murzlenstrasse 74 669858 / 262591     |              |
| 09100199 | ja   | Datei hochladen | Trafostation D 280 Turm              | B reg. | G   | Austrasse 670916 / 262009             |              |
| 09100436 | ja   | Datei hochladen | Reformierte Kirche                   | B reg. | G   | Oberdorf 670095 / 261894              |              |
| 09100437 | ja   | Datei hochladen | Kirchturm                            | B reg. | G   | Oberdorf 670105 / 261894              |              |

Legende: Im Wesentlichen siehe Legende der Liste der Kulturgüter von nationaler und regionaler Bedeutung, mit folgenden Ausnahmen:
- Anstelle der KGS-Nummer wird als Objekt-Identifikator (ID) die Inventarnummer im Verzeichnis der Objekte von überkommunaler Bedeutung des kantonalen Denkmalschutzamtes verwendet.
- Bei den Kategorien wird wie folgt unterschieden: B kant. = Objekt von kantonaler Bedeutung (Kanton Zürich); B reg. = Objekt von regionaler Bedeutung (Kanton Zürich).